# Фробениус, Лео
Ле́о Фробе́ниус (нем. Leo Frobenius; 29 июня 1873, Берлин, Германия — 9 августа 1938, Биганцоло, близ озера Лаго-Маджоре, Италия) — немецкий этнограф-африканист, археолог, сторонник диффузионистской теории, автор теории «морфологии культуры». Получил образование во Франкфуртском университете, этнологический институт которого был позднее назван в его честь (1946).

## Теория культурных кругов
Работая в Бременском музее, заинтересовался культурами народов Африки, несколько лет изучал их по музейным коллекциям и литературе; издал книгу «Происхождение африканских культур» (1898). В 1904 году ему удалось, собрав средства, совершить свою первую экспедицию в Африку (в бассейн р. Касаи и Нижнего Конго). В ходе этой и последующих экспедиций, Фробениусу удалось собрать большой материал по этнографии и культуре народов Африки. Впервые в этнографии ввёл метод систематического картографирования явлений культуры. Один из основоположников диффузионистской «теории культурных кругов». На территории Африканского континента Фробениус выделяет несколько культурных кругов, то есть целостных комплексов явлений культуры, характерных для определённой местности. Выдвигал гипотезу существования працивилизации на юг от Сахары, так называемой «Африканской Атлантиды».
Две африканские коллекции Фробениуса (археологическая и этнографическая) находятся в фондах петербургской Кунсткамеры (отдел этнографии Африки).

## Морфология культуры
Выдвинул теорию о культуре как особом социальном организме, имеющем мистическое начало — «воспитание, воспитанник» («paideuma»). Не культура является продуктом человека, а люди — продукт культуры. Подчёркивал богатство и самобытность африканских культур, но ограничивал их содержание анахроническими традициями. В 1925 году основал в Франкфурте-на-Майне исследовательский институт морфологии культуры (с 1946 года Институт Фробениуса). Прослеживается влияние теорий Фробениуса на историософию Шпенглера.
Фробениус различал две первичные культуры: матриархальную и патриархальную. К первой относятся русские, немцы и африканские народы, ко второй — англосаксы, арабы-берберы, романские народы и др. Патриархальным народам присуще мировоззрение «из пещеры», активность в покорении природы, животное начало, рациональность и магия. Для мировоззрения матриархальных культур характерно растительное начало и единство с природой, это — мировоззрение просторов и эмоций. По мнению Фробениуса, в истории попеременно доминируют либо одни, либо другие. Этот процесс смены лидерства выступает источником развития человечества.

## Влияние на художественную литературу
Лео Фробениус был другом американского поэта Эзры Паунда, переписываясь с ним с 1920-х годов. Темы переписки нашли своё отражение в эпосе Паунда «Cantos».
Экспедиция Фробениуса 1908 года на западный берег Африки, в область между Того и Либерией (выявление остатков древней цивилизации йоруба) может служить непосредственным источником рассказа В. Я. Брюсова «Элули, сын Элули».
В истории современной Африки наследие Фробениуса было значительно переосмыслено и оказало влияние на идеологию негритюда Леопольда Сенгора. Эме Сезер тоже высоко оценивал вклад Фробениуса в преодоление колониалистской оценки африканцев как дикарей, лишённых культуры, но Воле Шойинка в своей Нобелевской лекции критиковал его за «шизофренические взгляды», восхищение искусством йоруба и уничижительное отношение к его творцам.